# Jaderná elektrárna Calder Hall
Calder Hall byla první jaderná elektrárna na světě, která vyráběla elektřinu na průmyslové úrovni, resp. dodávala elektřinu v komerčním měřítku do veřejné sítě. První blok byl spuštěn v roce 1956 a dodával do sítě elektrický výkon 50 MW. Elektrárna se nachází na místě světově proslulého jaderného komplexu Sellafield (dříve Windscale) v Cumbrii v severozápadní Anglii u Irského moře.

## Historie
Stavba elektrárny Calder Hall započala v roce 1953. Poprvé byla připojena do elektrické sítě 24. srpna 1956 a oficiálně otevřena 17. října 1956 královnou Alžbětou II. Kódové označení elektrárny bylo PIPPA (angl. „Pressurised Pile Producing Power and Plutonium“), ze kterého je patrné její komerční a vojenské využití. Elektrárna měla 4 plynem chlazené reaktory typu Magnox, z nichž každý byl postupem času schopen generovat elektrický výkon 60 MW. První reaktor byl v provozu téměř 47 let až do uzavření celé elektrárny 31. března 2003.
Na počátku svého provozu elektrárna produkovala plutonium zbrojní kvality, výroba elektřiny byla až na druhém místě. Od roku 1964 už však byla používána především pro komerční výrobu energie. V dubnu 1995 vláda Spojeného království oznámila, že veškerá produkce plutonia pro zbrojní účely byla ukončena.
Elektrárna je součástí komplexu Sellafield. V tomto komplexu bylo v provozu i zařízení pro výrobu plutonia - Windscale Pile, v němž v roce 1957 vypukl požár vedoucí k vážné jaderné havárii.

## Aktivní zóna reaktoru
Aktivní zóna se skládala z grafitového bloku o průměru 9,4 m a výšce 6,4 m. V bloku jsou ve vertikálních válcových otvorech umístěny řídící a palivové tyče chlazené proudícím CO2, celý grafitový blok je umístěn ve válcové tlakové nádobě. Štěpným materiálem byl přírodní uran v kovové formě o hustotě 18,7 t/ m³, palivové tyče pak byly potaženy povlakem z oxidu hořečnatého. Konstrukce reaktoru umožňovala výměnu paliva za provozu.

## Po odstavení
Zařízení v Sellafieldu již dosloužila a je plánována jejich postupná dekontaminace a demontáž. Všechny 4 reaktory byly odstaveny současně, a to v roce 2003. Chladicí věže pak byly, i přes velkou snahu o jejich zachování, v průběhu roku 2007 demolovány.
V dalších letech elektrárna postupně vstoupí do udržovací fáze, kdy budou rozebrány všechny pomocné provozy a zůstanou pouze reaktorové budovy. Jejich předpokládané odstranění se plánuje na počátek 22. století.
V roce 2011 bylo území Sellafieldu zařazeno do výběru jako jedno z možných míst pro výstavbu nové jaderné elektrárny.